# 来目
来目（くめ）は、飛鳥時代の人物。名は不明。旧仮名遣いでの読みは同じ。672年の壬申の乱の際、大海人皇子（天武天皇）側の軍に加わり、葦池の側の戦いで活躍した。特に勇士来目（たけきひとくめ）とも言う。

## 経歴
『日本書紀』の中で、来目は7月5日頃に奈良盆地の西部で起きた葦池の側の戦いに現れる。この会戦では大伴吹負が率いる大海人皇子側の軍と、壱伎韓国が率いる大友皇子（弘文天皇）側の軍が戦った。書紀によればこのとき、来目は刀を抜いて馬を走らせ、敵軍の中にまっすぐ突入した。吹負軍の騎兵が直後に続き、そのせいで敵軍は逃げ出した。韓国は軍から離れて独り逃げた。吹負はこれを遠くから見て、来目に射させた。来目の矢は当たらず、韓国は逃げおおせたが、敗走した軍を立て直すことはできなかった。この戦勝で吹負は西方からの脅威を排除した。
来目についての記述は他に見えない。劇的な活躍をした人物なのに名が欠けていること、戦後に来目を賞する記事が見えないことから、来目の実在を疑う学者がいる。その説では、『日本書紀』編者、あるいはそれが参考にしたと想像される大伴氏の記録を作成した者が造作したという。なお、壬申の乱では他に来目塩籠が現れるが、こちらは来目臣であり蘇我氏に連なる人物である。